# غريغ تود
غريغ تود (17 يونيو 1982 - ) (بالإنجليزية: Greg Todd)‏ هو لاعب كريكت نيوزلندي.

## وصلات خارجية
- غريغ تود على موقع إي آس بي آن كريك إنفو (الإنجليزية)